# Luxrender
LuxRender – darmowy renderer wykorzystujący model oświetlenia oparty na prawach fizyki, pozwalający na generowanie realistycznych obrazów. Dostępny jest w wersjach dla systemów operacyjnych z serii Windows, Linux, OS X. Dostępne są skrypty eksportujące do programów: Blender (wersja 2.49 lub wyższa), Maya (wersja 8.5 lub wyższa), Softimage XSI, Cinema 4D.

## Historia
LuxRender jest oparty na innym programie tego typu – pbrt. Pbrt koncentruje się na naukowym wykorzystaniu i jest trudny do używania przez artystów. We wrześniu 2007 grupa programistów opracowała więc nowy program, koncentrując się na zastosowaniach artystycznych. 25 czerwca 2008 ukazało się pierwsze oficjalne wydanie luxrender.

## Metody obliczania światła
Luxrender pozwala na analizę samego światła bezpośredniego z wykorzystaniem raytracingu, a także oświetlenia globalnego (Global illumination) z wykorzystaniem algorytmów: path tracing, path tracing dwukierunkowy i photon mapping, a w przyszłej wersji prawdopodobnie także progresywny photon mapping. Program udostępnia kilka metod próbkowania, wliczając wydajny algorytm Metropolis-Hastings. Luxrender renderuje progresywnie, tzn. obraz jest na początku niskiej jakości i stopniowo jakość wzrasta wraz z upływem czasu, a użytkownik może zdecydować w każdej chwili, że obraz ma zadowalającą jakość i zakończyć pracę programu (obrazy są na bieżąco zapisywane na dysku twardym).

## Rendering spektralny
Zazwyczaj renderery analizują światło w oparciu o model RGB, czyli tylko dla 3 długości fal. LuxRender przeprowadza analizę dla większej liczby przedziałów spektralnych. Dla źródeł światła można definiować barwę przez podanie składowych RGB – wówczas program przetwarza je na przybliżone widmo, lub określić temperaturę źródła światła traktowanego jako ciało doskonale czarne. Pozwala to na symulację efektu zależności kąta załamania światła od długości fali (np. dyfrakcja, pokrycie cienką warstwą).

## Inne własności
- Wykorzystywanie próbek IES dla dokładnego określania własności źródła światła. Próbki IES określają zależność luminancji źródła od kąta.
- Mapowanie przemieszczeń (displacement mapping) i mikro-mapowanie przemieszczeń (microdisplacement mapping) pozwala zmieniać położenie wierzchołków na podstawie tekstury.
- Rendering sieciowy – możliwość wykorzystania wielu maszyn jednocześnie do przetwarzania informacji.
- Symulacja soczewek shift lens. Soczewki takie pozwalają w obiektywach na przesuwanie kadru bez zmiany perspektywy.
- Kamera z perspektywą, ortogonalna i środowiskowa (produkuje obraz świata naokoło kamery).
- Tone mapping – obraz posiada większy zakres tonalny niż monitor lub inne medium może wyświetlić. Funkcja ta przeciwdziała temu. Działanie funkcji można na bieżąco regulować w czasie renderingu. Zobacz: High dynamic range rendering.
- Zapis w formatach exr, png, tga.
- Instancje – Znacznie zmniejsza zużycie pamięci, gdy korzystamy z wielokrotnie duplikowanych obiektów
- Akceleracja przez GPU dla algorytmu path tracing
- Rendering wolumetryczny
- Materiały warstwowe - umożliwiają nakładanie wielu materiałów na jeden obiekt.